# DMP1
DMP1‏ (Dentin matrix acidic phosphoprotein 1) هوَ بروتين يُشَفر بواسطة جين DMP1 في الإنسان.